# Botsuana nos Jogos Olímpicos de Verão de 2012
Botsuana competiu nos Jogos Olímpicos de Verão de 2012, que aconteceram na cidade de Londres, no Reino Unido, de 27 de julho a 12 de agosto de 2012.

## Atletismo
Os atletas da Botsuana até agora alcançaram índices de classificação nos seguintes eventos (máximo de três atletas por índice A e um por índice B):
Eventos com um atleta classificado por índice A:
- 400 m feminino

Eventos com um atleta classificado por índice B:
- 400 m masculino